# Школа № 1251 имени генерала Шарля де Голля
Школа № 1251 с углублённым изучением французского языка расположена в районе Сокол Северного административного округа Москвы. С 2011 года школа носит имя генерала Шарля де Голля. Адрес школы: улица Сальвадора Альенде, дом 9.

## История
Школа была образована в 1947 году как мужская школа № 151 Ленинградского района. В 1952 году она разместилась в новом здании, расположенном в только что отстроенном районе Песчаных улиц. Пятиэтажное здание школы построено по типовому проекту архитектора Л. А. Степановой.
В 1967 году школа стала языковой — там стали преподавать французский язык. В 1979 году школа получила статус ассоциированной при ЮНЕСКО. С 1988 года это средняя общеобразовательная школа № 1251 с углублённым изучением французского языка (до этого школа носила номер 48). В 1991 году школа была награждена медалью ЮНЕСКО. В 2011 году школе было присвоено имя генерала Шарля де Голля

## Школа сегодня
Школа № 1251 имеет связи со многими франкоговорящими странами. С 2007 года школа является первым в Москве официальным центром сдачи международного французского экзамена DELF. Имеется договор с Парижским институтом политических исследований. Французский язык преподаётся с первого класса, английский — с пятого и итальянский — с седьмого факультативно. В школе пятидневная учебная неделя. 
На протяжении нескольких лет школа является участником российско-итальянского фестиваля «Москва-Таранто». Одним из главных направлений деятельности школы является работа с одарёнными детьми. Директор школы — заслуженный учитель Российской Федерации Татьяна Викторовна Кравец.
В 2007 году школа  № 1251 оказалась в числе победителей конкурса образовательных учреждений Москвы, внедряющих инновационные общеобразовательные программы. В ноябре 2011 года школа вошла в официальный рейтинг лучших школ Москвы, заняв в нём 66 место, и получила от столичный властей грант 5 миллионов рублей.
В 2014 году в результате реорганизации к школе № 1251 были присоединены школы № 706, 739, детские сады № 1071, 2082, 2633.

## Положение в рейтингах
Школа № 1251 регулярно входит в рейтинги лучших школ Москвы, составленные департаментом образования по результатам образовательной деятельности:
| Год   | 2011 | 2012 | 2013 | 2014 | 2015 | 2016 | 2017 | 2018 | 2019    | 2020    |
| ----- | ---- | ---- | ---- | ---- | ---- | ---- | ---- | ---- | ------- | ------- |
| Место | 66   | 15   | 46   | 93   | 98   | 94   | 91   | 67   | 171-220 | 171-220 |